# Luiza Coppieters
Luiza Coppieters (São Paulo, 6 de julho de 1979) é uma professora de Filosofia, militante LGBT e feminista brasileira. É filiada ao PSOL, partido pelo qual foi candidata a vereadora de São Paulo, alcançando 9 744 votos; com o resultado, tornou-se suplente na câmara. Reconheceu a sua candidatura como um processo de "politização do movimento" LGBT, à medida que "a sociedade começou a discutir as questões das pessoas transgênero"; ela foi uma das 84 pessoas candidatas transgênero, que concorreram a cargos nas eleições municipais de 2016.
Coppieters mantém em seu canal no youtube um programa de discussão filosófica, "Café com Luiza", e outro de entrevistas, "Café com Bolacha". Ela é formada em Filosofia pela Faculdade de Filosofia, Letras e Ciências Humanas da Universidade de São Paulo, onde participou da gestão do Cêntro Acadêmico de Filosofia (CAF), à época João Cruz Costa, hoje Luiz Roberto Salinas Fortes, pela chapa "Cicuta no CAFé" em 2000.
Professora de filosofia, Coppieters foi demitida do colégio particular em que lecionava em junho de 2015, meses depois de ter tornada pública a  transgeneridade, em novembro de 2014. No mesmo ano, a Defensoria Pública do Estado de São Paulo pediu esclarecimentos sobre a política de diversidade do colégio, no contexto de denúncia de transfobia na demissão da professora. Em setembro de 2018, a justiça de São Paulo condenou o colégio a recontratar a professora Luiza Coppieters, além de pagar 30 mil reais de indenização por danos morais. A escola reafirmou que não houve demissão por preconceito, mas que irá cumprir a decisão judicial.
Atualmente, Coppieters integra o Conselho Municipal de Políticas LGBT da cidade de São Paulo. Foi considerada uma das dez personalidades LGBT mais influentes de São Paulo, em 2016.

## Prêmios
- Prêmio Cidadania em Respeito à Diversidade, 16ª edição, categoria Educação.[13]